# Aeschynomene sensitiva
Aeschynomene sensitiva är en ärtväxtart som beskrevs av Olof Swartz. Aeschynomene sensitiva ingår i släktet Aeschynomene och familjen ärtväxter.

## Underarter
Arten delas in i följande underarter:
- A. s. amazonica
- A. s. hispidula
- A. s. sensitiva